# Gesetz über die Vermittlung von Musikaufführungsrechten
Durch das Gesetz über die Vermittlung von Musikaufführungsrechten vom 4. Juli 1933 wurde die Vermittlung von musikalischen Aufführungsrechten unter die Kontrolle des NS-Staatsapparates gestellt und dem eigens dazu geschaffenen Verein STAGMA ein Rechtsmonopol darüber verliehen, das sich maßgeblich auch auf die Musikwirtschaft und Rechtsprechung der Nachkriegszeit ausgewirkt hat.

## Wortlaut
„§ 1 Die gewerbsmäßige Vermittlung von Rechten zur öffentlichen Aufführung von Werken der Tonkunst mit oder ohne Text (kleinen Rechten), zu der es nach den gesetzlichen Bestimmungen der Einwilligung des Berechtigten bedarf, ist nur mit Genehmigung des Reichsministers für Volksaufklärung und Propaganda zulässig. Als Vermittlung gilt auch der Abschluß von Verträgen über die Verwertung von Aufführungsrechten im eigenen Namen, sei es für eigene oder fremde Rechnung, soweit er nicht durch den Urheber selbst erfolgt. Die Genehmigung kann jederzeit widerrufen werden.
§ 2 Verträge der bezeichneten Art, die von einem nicht gemäß § 1 zugelassenen Vermittler abgeschlossen worden sind, sind nichtig.
§ 3 Die öffentliche Aufführung eines dem Urheberrecht unterliegenden musikalischen Werkes ist unzulässig, wenn der Musikveranstalter den Erwerb der Aufführungsbefugnis auf Erfordern nicht nachzuweisen vermag. Sowohl die Polizei wie der Berechtigte kann den Nachweis fordern. Er ist durch die Vorlegung eines schriftlichen Vertrages mit dem Berechtigten oder dessen schriftlicher Einwilligungserklärung zu führen. Kann der Musikveranstalter den Nachweis nicht erbringen, so ist er seitens der Polizei von Amts wegen oder auf Antrag des Berechtigten an der Aufführung zu verhindern.
§ 4 Im Falle des Nichtzustandekommens eines Vertrages über die Höhe der Aufführungsvergütungen zwischen einem nach § 1 zugelassenen Vermittler und einem für den Abschluß solcher Verträge von dem Reichsminister für Volksaufklärung und Propaganda anerkannten Verbande von Musikveranstaltern entscheidet eine paritätisch zusammengesetzte Schiedsstelle, deren Vorsitzender durch gemeinsame Anordnung des Reichsministers für Volksaufklärung und Propaganda, des Reichsministers der Justiz und des Reichswirtschaftsministers bestimmt wird, über die Art und Höhe der Tarife.
§ 5 Der Reichsminister für Volksaufklärung und Propaganda kann Bestimmungen zur Durchführung dieses Gesetzes erlassen. Er kann dabei Verträge der gemäß § 1 nicht mehr zugelassenen Vermittler aufheben, soweit er es zur Durchführung für erforderlich hält.
Berlin, den 4. Juli 1933.
Der Reichskanzler Adolf Hitler
Der Reichsminister für Volksaufklärung und Propaganda Dr. Goebbels“
(Quelle: Reichsgesetzblatt, Jahrgang 1933, Teil I, Seite 452)
Dazu wurde kurz darauf durch Anordnung von Joseph Goebbels die „Staatlich genehmigte Gesellschaft zur Verwertung musikalischer Aufführungsrechte“ (STAGMA) gegründet und zur Rechtsfähigkeit ermächtigt. Alle bisherigen Musik-Verwertungsgesellschaften verloren danach ihre Berechtigung, bzw. wurden der STAGMA einverleibt. Entsprechend der Verordnung zur Durchführung des Gesetzes über die Vermittlung von Musikaufführungsrechten vom 15. Februar 1934 wurde nur dieser das Monopolrecht zur Vermittlung von Musikaufführungsrechten erteilt.

## Verordnung zur Durchführung des Gesetzes über die Vermittlung von Musikaufführungsrechten vom 15. Februar 1934
„Auf Grund des § 5 des Gesetzes über die Vermittlung von Musikaufführungsrechten vom 4. Juli 1933 wird verordnet:
§ 1 Die Stagma, staatlich genehmigte Gesellschaft zur Verwertung musikalischer Urheberrechte, rechtsfähiger Verein kraft staatlicher Verleihung, hat gemäß § 1 des Gesetzes über Vermittlung von Musikaufführungsrechten vom 4. Juli 1933 die Genehmigung erhalten, als alleinige Stelle die gewerbsmäßige Vermittlung zur öffentlichen Aufführung von Werken der Tonkunst mit oder ohne Text (kleinen Rechten) auszuüben.
Die Stagma ist berechtigt, die seit dem 1. Oktober 1933 fällig gewordenen Forderungen gegen Musikveranstalter einzuziehen, insbesondere solche aus den Verträgen, welche der Verband zum Schutze musikalischer Aufführungsrechte für Deutschland (Musikschutzverband) vor Inkrafttreten des Gesetzes über die Vermittlung von Musikaufführungsrechten vom 4. Juli 1933 oder die Gema (Genossenschaft zur Verwertung musikalischer Aufführungsrechte) und die Genossenschaft Deutscher Tonsetzer gemeinsam nach Inkrafttreten dieses Gesetzes abgeschlossen haben.
Die in Absatz 2 bezeichneten Beträge sind von der Stagma mit den Bezugsberechtigten zu verrechnen und an sie auszuschütten.
§ 2 Die auf Grund des § 4 des Gesetzes über die Vermittlung von Musikaufführungsrechten vom 4. Juli 1933 zu bildende Schiedsstelle besteht aus einem Vorsitzenden und sechs Beisitzern.
Als Vorsitzender ist ein Urheber von anerkannter Bedeutung zu bestimmen.
Drei der Beisitzer werden von dem gemäß § 1 des Gesetzes über die Vermittlung von Musikaufführungsrechten vom 4. Juli 1933 zugelassenen gewerbsmäßigen Vermittler ernannt. Die drei anderen Beisitzer benennen die von der Regierung gemäß § 4 des Gesetzes über die Vermittlung von Musikaufführungsrechten vom 4. Juli 1933 anerkannten Verbände der Musikveranstalter.
§ 3 Ist gemäß § 4 des Gesetzes über die Vermittlung von Musikaufführungsrechten vom 4. Juli 1933 durch Vertrag oder durch Schiedsspruch die Höhe der Aufführungsvergütungen bestimmt, so kann von dem gemäß § 1 des Gesetzes zugelassenen Vermittler als Schadensersatz für eine unerlaubte Aufführung die in dem Vertrage oder Schiedsspruch bestimmte Aufführungsvergütung verlangt werden.
Berlin, den 15. Februar 1934
Der Reichsminister für Volksaufklärung und Propaganda“
(Quelle: Reichsgesetzblatt, Jahrgang 1934, Teil I, Seite 100)
Durch diese Verordnung wurde das Gesetz über die Vermittlung von Musikaufführungsrechten letztendlich zum „STAGMA-Gesetz“. Der NS-Staatsapparat hat dem Verein STAGMA damit sowohl eine Monopolberechtigung als auch Rechtsfähigkeit über die Vermittlung von Musikaufführungsrechten verliehen. Jegliche Aufführung von Musik konnte in Deutschland somit durch die Polizei kontrolliert und abgebrochen werden, wenn keine Genehmigung des von der NS-Parteiführung verordneten Unternehmens STAGMA dazu vorgelegt werden konnte. In der Konsequenz wurde damit bereits kurz nach der Machtergreifung die Verbreitung von Musik wirksam unterbunden, die als der nationalsozialistischen Ideologie widersprüchlich angesehen wurde (Entartete Musik). Das Dritte Reich konnte sich jedoch darüber hinaus auch auf ein ausgesprochenes Denunziantentum verlassen. Also selbst wenn unerlaubte Musikaufführungen unerkannt stattfinden konnten, so mussten sich die Veranstalter ggf. hinterher zur Abwehr von Schadenersatzansprüchen gegenüber der STAGMA oder vor der gesetzlichen Schiedsstelle durch Vorlage entsprechender Nachweise erklären. Diese Situation hat es Komponisten, die ihre musikalischen Werke nicht dem vorgeschriebenen Kontroll- und Verwertungsapparat der STAGMA unterordnen wollten, faktisch unmöglich gemacht, ihre Musikkunst bei öffentlichen Veranstaltungen aufzuführen. Und wer sich dabei ggf. als Veranstalter von NS-ideologisch unerwünschter Musik zu erkennen geben musste, hatte bei zukünftigen Veranstaltungen nicht nur mit Polizeilichen Kontrollen zu rechnen, sondern auch mit „einschlägigen“ Besuchen der SA.

## Vom STAGMA-Monopol des NS-Staates zur GEMA-Vermutung der Nachkriegszeit
Nach der Niederlage der NS-Diktatur wurde die durch das „STAGMA-Gesetz“ vorgeschriebene Monopolberechtigung zunächst durch die Gesetzgebung des obersten Befehlshabers der alliierten Militärregierung maßgeblich aufgehoben:
„Aufgehoben werden alle Bestimmungen des deutschen Rechts, welche die Überprüfung, Genehmigung und Ermächtigung durch das genannte Ministerium (Reichsministerium für Volksaufklärung und Propaganda), die Unterstellung unter dessen Leitung oder die Befolgung der Anweisungen und Anordnungen des genannten Ministeriums vorschreiben.“
(Quelle: Militärregierung Deutschland, Kontrollgebiet des obersten Befehlshabers, Gesetz Nr. 191, Nr. 3., vom 24. November 1944, abgeändert am 12. Mai 1945)
Die STAGMA führte ihre Arbeit jedoch auch nach dem Zweiten Weltkrieg, weiterhin als wirtschaftlicher Verein „kraft staatlicher Verleihung“ fort, ab dem 24. August 1947 allerdings unter der Bezeichnung „Gesellschaft für musikalische Aufführungs- und mechanische Vervielfältigungsrechte“ (GEMA).
Das Nachrichtenmagazin „Der Spiegel“ machte durch einen Artikel „Tantiemen“ vom 4. Juli 1951 auf diese scheinbar ohne jede rechtsstaatliche Kontrolle aus dem NS-Staat übernommene Praktik aufmerksam. Das „Goebbels-Kind“ habe durch einen „Staats-Streich“ des NS-Propagandaministers ihre Monopolstellung als „allein berechtigter Verein“ erlangt. Jeder Komponist würde also ohne maßgebliche Zusammenarbeit „verhungern“ müssen. Das „Geschäftsgebaren und die Gebührenordnung der GEMA“ müsse endlich „einer gewissen Kontrolle“ unterstellt werden.
Bezüglich der strittigen Frage einer Aufrechterhaltung der Monopolberechtigung des STAGMA-Nachfolgers GEMA über die Wahrnehmung musikalischer Urheberrechte wurde vom Bundesgerichtshof durch Urteil BGH I ZR 143/52 vom 30. November 1954 zunächst für Recht anerkannt, dass der Genehmigungszwang für die Vermittlung von Musikaufführungsrechten im Sinne des Gesetzes vom 4. Juli 1933 durch Ziffer 3 des Gesetzes Nr. 191 der Militärregierung aufgehoben sei. Damit sei die der STAGMA (nun GEMA) gemäß § 1 der Durchführungsverordnung vom 15. Februar 1934 eingeräumte Alleinberechtigung (Monopolstellung) zur Vermittlung von Aufführungsrechten der fraglichen Art gegenstandslos geworden.
Der Bundesgerichtshof (BGH) entschied jedoch kurz darauf im Rahmen eines weiteren Urteils BGH I ZR 178/53 vom 24. Juni 1955, dass zur rechtlichen Beurteilung einer in Frage gestellten Monopolstellung der GEMA zur Wahrnehmung musikalischer Aufführungsrechte eine „wenn auch nicht rechtliche, so doch tatsächliche Monopolstellung“ dafür spreche, wie es bereits „der ständigen Rechtsprechung des Kammergerichts (für den Rechtszustand vor dem Krieg vgl. KG Ufita 1939,133)“ entsprechen würde. Denn entsprechend dem besagten Urteil KG 27 U 3233.38. vom 24. November 1938 heißt es : „Es besteht eine Vermutung dafür, daß die Aufführungsrechte sich in der Hand der Stagma befinden.“ Es würden nämlich fast alle Tonsetzer (Komponisten) ihre Aufführungsrechte „auch an den zukünftigen Schöpfungen der gesetzlich allein zur Verwertung musikalischer Aufführungsrechte zugelassenen Stelle übertragen“ haben, sodass sie also auch zukünftig der STAGMA als dazu allein dazu berufene Stelle untergeordnet anzusehen wären.
Der BGH hat also ein „zukunftsweisendes“ Gerichtsurteil der ständigen Rechtsprechung aus der Zeit des tausendjährigen Reiches als Maßgabe zur Wiederbelebung einer Monopolstellung zugunsten der GEMA herangezogen, dessen Entscheidungsgründe jedoch unmittelbar dem Rechtszustand des Alleinstellungsmerkmals der STAGMA-Gesetzgebung geschuldet ist, welcher gerade kurz zuvor noch vom BGH selbst, aufgrund von Maßgaben der Alliiertengesetze als gegenstandslos beurteilt werden musste.
Indem auf diese Weise nun einfach eine vermeintlich unverändert bestehende Tatsache aus der Vergangenheit unterstellt wurde, hat der Bundesgerichtshof seine zunächst selbst erlassenen Maßgaben also auch in Ermangelung eines aktuellen Rechts umgehen können. Musikalische Aufführungsrechte sind somit auch nach Aufhebung der gesetzlichen Alleinberechtigung der STAGMA weiterhin durchweg in der Hand desselben, nun als GEMA zu bezeichnenden Unternehmens zu vermuten. Der BGH hat damit kurzerhand eine angeblich unverändert bestehende, umfassende Wahrnehmungsberechtigung der GEMA als Tatsache anerkannt, obwohl es Musikkomponisten nun völlig freigestellt wäre, ob sie ihre Aufführungsrechte durch diese vertreten und kontrollieren lassen wollen oder nicht. Die Musikkunst außenstehender Komponisten ist gemäß diesem Urteil also auch weiterhin, bzw. erneut als unfreiwillig der GEMA, bzw. deren Kontrollapparat unterstellt zu betrachten. Wie gehabt können bloße Mutmaßungen gegenüber Veranstaltern zu Zwangsmaßnahmen durch staatliche Gewalt führen, nun jedoch durch die bundesdeutsche Zivilrechtsprechung, selbst ohne gesetzliche Grundlage. Die aus diesem Grundsatzurteil von 1955 erfolgte, bzw. daraus abgeleitete Rechtsprechung ist heute unter der Bezeichnung „GEMA-Vermutung“ bekannt.
Eine vermeintliche, bzw. pauschal vermutete Monopolstellung der GEMA wird somit von den deutschen Zivilgerichten auch seit den über 60 Jahren nach dieser BGH-Entscheidung und den über 70 Jahren nach maßgeblicher Aufhebung der STAGMA-Gesetzgebung, regelmäßig und weiterhin als „GEMA-Vermutung“ zur richterlichen Entscheidungsfindung angewendet. Obwohl rechtsstaatliche Maßstäbe damit außer Kraft gesetzt werden und die einst dafür ausschlaggebende Tatsache einer wie auch immer gearteten Monopolstellung der GEMA bei der Wahrnehmung musikalischer Aufführungsrechte heute mit Sicherheit längst nicht mehr zutreffen dürfte, wollte die Bundesregierung auch in Anbetracht einer mit 62.842 Mitzeichnern sehr erfolgreichen Petition im Jahre 2012 keine Maßnahmen dagegen ergreifen. Der heutigen GEMA wird also weiterhin auf reiner Vermutungsbasis eine höchstrichterlich inszenierte Sonderbefugnis geschäftlicher Monopolansprüche zugebilligt, obwohl deren Grundlage direkt auf die „STAGMA-Gesetzgebung“ zurückgeht, also im Zusammenhang mit der aus dem Unrechtssystem des Dritten Reiches entsprungenen STAGMA-Monopolstellung zu verstehen ist.